# 2009年–2010年克罗地亚总统选举
2009年–2010年克罗地亚总统选举，是克罗地亚历史上的第五次总统选举。